# الثقافة خلال الحرب الباردة

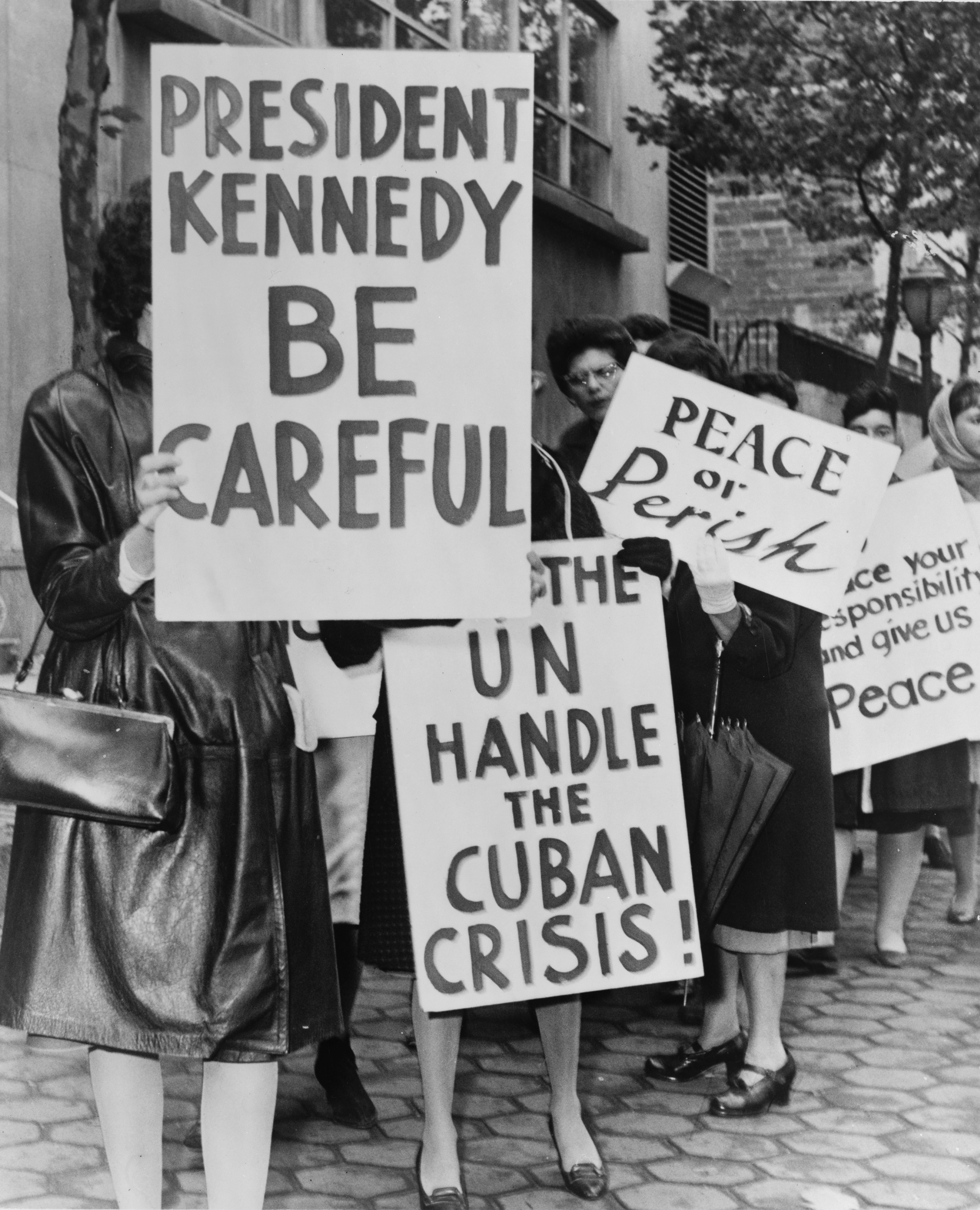

الثقافة خلال الحرب الباردة انعكست الحرب الباردة على الثقافة من خلال الموسيقى والأفلام والكتب والتلفاز ووسائل الإعلام الأخرى، بالإضافة إلى الرياضة والمعتقدات والسلوكيات الاجتماعية. كان التهديد بالحرب النووية هو أحد العناصر الرئيسية للحرب الباردة، وكان العنصر الآخر هو التجسس. يستخدم العديد من الأعمال الحرب الباردة كخلفية، أو تشارك مباشرةً في الصراع الخيالي بين الولايات المتحدة والاتحاد السوفيتي. شهدت الفترة الممتدة بين عامي 1953 و1962 دخول موضوعات الحرب الباردة لأول مرة إلى الثقافة السائدة لتصبح اهتمامًا عامًا.

## الخيال: قصص التجسس
أصبحت قصص التجسس جزءًا من الثقافة الشعبية للحرب الباردة في كل من الشرق والغرب، مع عدد لا يُحصى من الروايات والأفلام التي أظهرت مدى استقطاب وخطورة العالم في تلك الفترة. استمتعت الجماهير السوفيتية بقصص التجسس التي تُظهِر كيف حمى عملاء الاستخبارات السوفيتية الوطن الأم بإحباطهم الأعمال القذرة التي قامت بها وكالة الاستخبارات المركزية الأمريكية (إف بي آي) البغيضة وجهاز الاستخبارات البريطاني (إم آي 6) المخادع والموساد الإسرائيلي الشرير. بعد عام 1963، عرضت هوليوود بشكل متزايد وكالة الاستخبارات المركزية على صورة مهرجين (مثل المسلسل التلفزيوني كن ذكيًا «Get Smart») أوأشرار (مثل الفيلم الذي أخرجه أوليفر ستون في عام 1992 جي إف كيه «JFK»).

### كتب وأعمال أخرى
- أتومسك (Atomsk)، رواية من تأليف بول لينبارغر منشورة في عام 1949، وهي أول رواية عن التجسس في الحرب الباردة
- رواية الويل يا بابل (Alas, Babylon)، لمؤلفها بات فرانك
- رواية «آرك لايت» (Arc Light)، لمؤلفها إيريك إل. هاري
- رواية تأملات بيرت البعيدة (بالسويدية: Berts vidare betraktelser) لمؤلفَيها أندريس جاكوبسون وسورين أولسون (1990)، والتي تتحدث عن سفر «بيرت» برفقة عائلته إلى نيويورك في شهر يوليو من عام 1989، ولكن يأتي عملاء استخبارات الولايات المتحدة إلى مدينة أوريسكوغا (مدينة خيالية في السويد) لمنعه من الذهاب إلى الولايات المتحدة، ويقع في حب «بولينا»، التي يأتي ابن عمها «بافيل» إلى السويد من تشيكوسلوفاكيا (الواقعة تحت الحكم الشيوعي).[3]
- رواية مهد القطة (Cat’s Cradle) لمؤلفها كورت فونغت
- رواية «المحرومون» (The Dispossessed)، لمؤلفتها أورسولا لي غوين، وهي رواية خيال علمي تكشف الفروقات الثقافية والفلسفية بين عدة مجتمعات فضائية، بما فيها تلك الموجودة على كوكب لا سلطوي نقابي حيث تجري معظم أحداث الرواية
- صباح الخير أيها الرفاق (Good Morning Comrades) لمؤلفها أوندجاكي، وهي رواية عن طفل صغير يعيش في مدينة لاوندا (أنغولا) ونهاية الحرب الباردة[4]
- يوم البعث (Resurrection Day) لمؤلفه بريندان دوبوا
- الشفق 2000 (Twilight 2000): لعبة تقمص أدوار
- يوم الحرب (Warday) للمؤلفين وايتلي ستريبر وجيمس كونيتكا
- العاصفة الحمراء (Red Storm Rising)، وهي رواية منشورة في عام 1986 للكاتب توم كلانسي عن الحرب التقليدية بين حلف الناتو وحلف وارسو
- روايات أخرى للكاتب توم كلانسي والتي تعد جزءًا من عالم الشخصية الخيالية «جاك ريان»، ومنها بشكل خاص رواية مطاردة أكتوبر الأحمر (The hunt for Red October) ورواية كاردينال الكرملين (The Cardinal of the Kremlim) على الرغم من أن كتبه في تلك الحقبة تتسم بأنها ضد الصراع بين الشرق والغرب.
- رواية 1984 لكاتبها جورج أورويل
- روايات التجسس للكاتب فريدريك فورسيث التي بيع منها مئات آلاف النسخ. البروتوكول الرابع (The Forth Protocol) الذي يشير عنوانه إلى سلسلة من الاتفاقيات التي إذا خُرقَت ستقود إلى حرب نووية، والتي أصبح جميعها الآن مخروقًا باستثناء البروتوكول الرابع والأخير، وحُوِّلت إلى فيلم كبير من بطولة الممثل البريطاني مايكل كين.
- المرشح المنشوري (The Manchurian Candidate)، لمؤلفها ريتشارد كوندون، الذي اتخذ نهجًا مختلفًا وصور مؤامرةً شيوعيةً ضد الولايات المتحدة التي لا يقوم بها اليساريون أو دعاة السلام ولكن من خلال التلميح الخفي إلى جوزيف مكارثي. تجلى منطق الرواية في النظرية التي تقول بإن المكارثيين كانوا يتهمون الكثير من الناس بأنهم عملاء للشيوعية وأن ذلك كان مجرد صرف للانتباه عن الشيوعيين الحقيقيين. يُصوَّر موضوع التواطؤ بين الشيوعيين الدوليين واليمينيين الغربيين في العديد من الأفلام مثل فيلم إصبع الذهب (Goldfinger) ونظرة إلى قتل (A View to a Kill) أو في برامج تليفزيونية مثل مسلسل ماكغيفر (MacGyver) أو إيروولف (Airwolf) التي تعرض التحالف بين الشيوعيين المتعطشين للسلطة الذين يهاجمون العالم الحر من الخارج والرأسماليين الساعين وراء الربح الذين يضعفونه لتحقيق مكاسب مالية.
- التضحية (Sacrifice) للكاتب غراهام ماسترتون
- أسياد الخداع (Masters of Deceit) - وهو عمل واقعي من تأليف مكتب التحقيق الفيدرالي (إف بي آي)، عبر مكتب جون إدغار هوفر، الذي يعرض رذائل الشيوعية ويمجد فضائل الولايات المتحدة[5]
- غلانسنوست (Glansnost)، الذي غير الثقافة الروسية بشكل جذري، عندما أصبحت الكتب المحظورة متاحة فجأة، وأصبح الناس يقرؤونها طوال الوقت، وفي كل مكان.[6]
- الأمريكي القبيح (The Ugly American) من تأليف ويليام لادرير ويوجين بورديك. نُشِر لأول مرة في عام 1958، ويروي هذا الكتاب قصة تعامل الحكومة الأمريكية مع السياسة الخارجية بشكل سيء للغاية. تكتشف الشخصية الرئيسية (هومر أتكنز) هذه الحقيقة المحزنة عندما يُرسلونه إلى بلد خيالي يُدعى سارخان في جنوب آسيا[7]
- يوم من حياة إيفان دينسوفيتش (one Day in the Life of Ivan Denisovich) من تأليف أليكسندر سولجنتسين. كشف هذا الكتاب المشهور الذي نُشِر لأول مرة في عام 1962 عن أهوال معسكرات الاعتقال الروسية خلال الحرب العالمية الثانية في ظل نظام ستالين. إنها شبه سيرة ذاتية تحكي قصة جندي ملتزم يُرسَل إلى معسكر في سيبيريا بعد اتهامه كذبًا بالخيانة. حصل سولجنتسين على جائزة نوبل في الأدب.[8]

## السينما

### السينما كوسيلة دعاية في بداية الحرب الباردة
لعبت الأفلام في الحرب الباردة دور وسائل تأثير وتحكم بالرأي العام في الداخل. استثمرت الولايات المتحدة والاتحاد السوفيتي بشدة في الدعاية المُصمَّمة للتأثير على قلوب وعقول الناس حول العالم، وبشكل خاص عن طريق استخدام أفلام السينما. أنتج كلا الطرفان أفلامًا حاولت معالجة جوانب مختلفة من الصراع بين القوى العظمى وسَعَت للتأثير على كلا الرأيَين المحلي والأجنبي. أعطت الفجوة بين الأفلام الأمريكية والسوفيتية الأمريكيين أفضلية واضحة وتفوقت على الاتحاد السوفيتي. كانت أمريكا على استعداد للاستفادة من إنجازاتها السينمائية كوسيلة للتأثير بشكل فعال على الرأي العام بطريقة لم يستطع الاتحاد السوفيتي القيام بها.
أمل الأمريكيون أن تساعد السينما في سد الفجوة الناجمة عن تطوير السوفيتيين للأسلحة النووية والتقدم في تكنولوجيا الفضاء. أدى استخدام الأفلام بصفتها شكلًا فعالًا من أشكال الدعاية الواسعة النطاق إلى تحويل السينما إلى جبهة أخرى من جبهات الحرب الباردة.

### السينما في الولايات المتحدة
استفاد الأمريكيون من التقدم الموجود لديهم مسبقًا في السينما في الصراع مع الاتحاد السوفيتي، واستخدموا الأفلام لتوطيد فكرة العدو الشيوعي. في السنوات الأولى من الحرب الباردة (بين عامي 1948 و1953)، أُصدِر سبعون فيلمًا معاديًا للشيوعية. شملت الأفلام الأمريكية مجموعة واسعة من موضوعات الحرب الباردة وقضاياها في جميع أنواع الأفلام، وهذا ما جعل السينما الأمريكية متفوقة على السينما السوفيتية. على الرغم من افتقار الجماهير للحماس تجاه السينما المعادية للشيوعية وسينما الحرب الباردة، كانت الأفلام المُنتَجة بشكل واضح بمثابة دعاية ناجحة في كل من أمريكا والاتحاد السوفيتي. تلقت الأفلام التي صدرت في تلك الفترة ردًا من الاتحاد السوفيتي، الذي أصدر في وقت لاحق مجموعة من الأفلام الخاصة به لمحاربة فكرة التهديد الشيوعي.